# Askerton Castle
Askerton Castle är ett slott i Storbritannien.   Det ligger i grevskapet Cumbria och riksdelen England, i den centrala delen av landet, 400 km norr om huvudstaden London. Askerton Castle ligger 140 meter över havet.
Terrängen runt Askerton Castle är huvudsakligen platt, men norrut är den kuperad. Runt Askerton Castle är det ganska tätbefolkat, med 96 invånare per kvadratkilometer. Närmaste större samhälle är Carlisle, 20,0 km sydväst om Askerton Castle. Trakten runt Askerton Castle består i huvudsak av gräsmarker.